# Паисий (Юрков)
Епископ Паисий (в миру Виктор Дмитриевич Юрков; 22 октября 1970, Брянск) — архиерей Русской православной церкви, епископ Железногорский и Льговский. Ректор Курской духовной семинарии (с 16 июля 2020 года - 27 декабря 2023 года).
Тезоименитство — 19 июля (1 августа) (память преподобного Паисия Печерского).

## Биография
Родился 22 октября 1970 году в Брянске. В 1973 году с родителями переехал в город Москву. Крещен во младенчестве.
В 1978—1986 годах учился в средней школе № 106 города Москвы, в 1986—1989 годах — в СПТУ № 129. С 1989 года по 1991 год проходил срочную службу в рядах Вооруженных сил.
В феврале 1992 года поступил в Николаевский Верхотурский мужской монастырь Екатеринбургской епархии.
24 апреля 1992 года по благословению архиепископа Екатеринбургского и Курганского Мелхиседека наместником Николаевского монастыря игуменом Тихоном (Затёкиным) пострижен в иночество с именем Паисий в честь преподобного Паисия Величковского.
29 апреля 1992 года архиепископом Екатеринбургским Мелхиседеком в храме Всемилостивого Спаса города Екатеринбурга рукоположен во иеродиакона.
31 мая 1992 года архиепископом Екатеринбургским Мелхиседеком в Далматовском мужском монастыре Курганской области рукоположен во иеромонаха.
В марте 1993 года перешёл в Новоспасский ставропигиальный мужской монастырь города Москвы.
С 1993 года окормлял пациентов и сотрудников Московского научно-исследовательского онкологического института им. Герцена.
В 1993—1997 годах нёс послушание благочинного и уставщика Новоспасской обители, в 1994—1996 годах — преподаватель воскресной школы при монастыре.
В 1996—1998 годах заочно обучался в Московской духовной семинарии.
26 марта 1998 года наместником Новоспасского монастыря епископом Орехово-Зуевским Алексием пострижен в мантию с именем Паисий в честь прп. Паисия Печерского.
В 2000 году в институте построен и освящён домовый храм в честь иконы Божией Матери «Всецарица». По благословению Патриарха Алексия II назначен настоятелем этого храма.
В 1997—2011 годах — нес послушание келаря Новоспасской обители.
В 2002—2005 годах заочно обучался в Московской духовной академии.
29 августа 2007 года архиепископом Орехово-Зуевским Алексием возведён в сан игумена.
В декабре 2007 года защитил дипломную работу на тему «Деятельность великого князя Сергея Александровича Романова на посту председателя Императорского православного палестинского общества (1882—1905 гг.)».
С октября 2011 года — благочинный Новоспасского монастыря.

### Архиерейство
25 июля 2014 года решением Священного синода избран епископом Щигровским и Мантуровским.
29 июля 2014 года за литургией в Преображенском соборе Новоспасского монастыря наместником обители епископом Воскресенским Саввой возведён в сан архимандрита. 30 июля в Патриаршей резиденции Данилова монастыря наречён во епископа Щигровского и Мантуровского. Чин наречения возглавил патриарх Кирилл. 19 августа в Преображенском соборе Соловецкого монастыря хиротонисан во епископа Щигровского и Мантуровского. Хиротонию совершили патриарх Московский и всея Руси Кирилл, митрополит Санкт-Петербургский и Ладожский Варсонофий (Судаков), митрополит Курский и Рыльский Герман (Моралин), митрополит Архангельский и Холмогорский Даниил (Доровских), митрополит Саранский и Мордовский Зиновий (Корзинкин), архиепископ Сергиево-Посадский Феогност (Гузиков), епископ Балтийский Серафим (Мелконян), епископ Солнечногорский Сергий (Чашин), епископ Нарвский и Причудский Лазарь (Гуркин), епископ Орский и Гайский Ириней (Тафуня), епископ Нарьян-Марский и Мезенский Иаков (Тисленко), епископ Котласский и Вельский Василий (Данилов).
24 августа 2014 года в сопровождении митрополита Курского и Рыльского Германа (Моралина) и митрополита Саранского и Мордовского Зиновия (Корзинкина) прибыл на кафедру в город Щигры.
25 августа 2020 года решением Священного синода назначен епископом Железногорским и Льговским, а также остался временно управляющим Щигровской епархией..
16 июля 2020 года Священным синодом Русской православной церкви назначен исполняющим обязанности ректора Курской духовной семинарии сроком на год. При этом вопрос о его назначении ректором было решено рассмотреть после защиты им кандидатской диссертации. 11 ноября 2021 года в Прешовском университете епископ Паисий успешно защитил диссертацию на получение степени доктора теологии (ThDr), что соответствует российской степени кандидата богословия. 29 декабря 2021 года члены Синода постановили назначить епископа Железногорского и Льговского Паисия ректором Курской духовной семинарии.

## Награды
- Орден преподобного Серафима Саровского III степени (22 октября 2020) — во внимание к трудам и в связи с отмечаемым юбилеем[8].